# Rada Dialogu Społecznego w Rolnictwie
Rada Dialogu Społecznego w Rolnictwie – organ opiniodawczo-doradczy Ministra Rolnictwa i Rozwoju Wsi istniejący w latach 2016–2019, powołany w celu ułatwienia dialogu między Ministerstwem a organami działającymi w obszarze rolnictwa, na terenów wiejskich i w sektorze rolno-spożywczym.

## Cel Rady
Celem powołania Rady było:
- stworzenie płaszczyzny do prowadzenia dialogu społecznego uwzględniającego specyfikę funkcjonowania partnerów społecznych i gospodarczych w rolnictwie i na obszarach wiejskich oraz wypracowywania wspólnych rozwiązań, dialogu prowadzonego dla godzenia interesów rolniczych i środowisk wiejskich oraz dobra publicznego,
- zwiększenie oddziaływania społecznego na procesy podejmowania decyzji dotyczących rolnictwa i obszarów wiejskich w celu zachowania pokoju społecznego,
- stworzenie platformy do rozpatrywania problemów związanych z funkcjonowaniem rolnictwa i obszarów wiejskich.

## Zadania Rady
Do zadań Rady należało w szczególności:
- przedstawienie Ministrowi propozycji rozwiązań systemowych dotyczących rolnictwa, obszarów wiejskich i sektora rolno-spożywczego,
- prowadzenie dialogu społecznego w celu rozwiązywania problemów dotyczących rolnictwa i obszarów wiejskich;
- opiniowanie i konsultowanie propozycji rozwiązań systemowych, dotyczących sektora rolno-spożywczego, rolnictwa i obszarów wiejskich, w tym projektów aktów prawnych, oraz zgłaszanie Ministrowi inicjatyw w tym zakresie;
- przygotowywanie oraz przekazywanie Ministrowi stanowisk oraz aktualnych informacji dotyczących sektora rolno-spożywczego, rolnictwa i obszarów wiejskich;
- wspieranie przedsięwzięć służących rozwojowi współpracy zakładów przetwórczych z producentami rolnymi, stanowiących łańcuch żywnościowy;
- upowszechnianie wiedzy o nowych regulacjach prawnych dotyczących sektora rolno-spożywczego, rolnictwa i obszarów wiejskich.

## Zespoły eksperckie Rady
W ramach Rady funkcjonowały następujące zespoły eksperckie, w celu wykonywania zadań w zakresie poszczególnych branż:
- Zespół ds. Kształtowania Ustroju Rolnego;
- Zespół ds. Innowacyjności w Rolnictwie;
- Zespół ds. Produktów Pochodzenia Zwierzęcego;
- Zespół ds. Produktów Pochodzenia Roślinnego;
- Zespół ds. Bezpieczeństwa i Jakości Żywności;
- Zespół ds. Promocji;
- Zespół ds. Zwalczania Nieuczciwej Konkurencji;
- Zespół ds. Sprzedaży Bezpośredniej;
- Zespół ds. Stabilizacji Rynków Rolnych i Ograniczania Ryzyka;
- Zespół ds. Spółdzielczości Rolniczej.

## Skład Rady
W skład Rady wchodzili przedstawiciele:
- Krajowej Rada Izb Rolniczych,
- przemysłu rolno-spożywczego,
- związków zawodowych rolników indywidualnych,
- związków branżowych w rolnictwie,
- stowarzyszeń rolniczych,
- jednostek samorządu rolniczego,
- jednostek gospodarczych w sferze rolnictwa.

## Kierowanie Radą
Na czele Rady stał przewodniczący i dwóch zastępców przewodniczącego. Radę powoływał Minister na okres dwóch lat, spośród przedstawicieli organizacji członkowskich wchodzących w skład Rady.
Do zadań przewodniczącego należało:
- kierowanie pracą Rady,
- reprezentowanie Rady przed Ministrem,
- zwoływanie posiedzeń Rady i prezydium Rady,
- ustalanie porządku posiedzeń Rady i prezydium Rady.

## Zniesienie Rady
Na podstawie zarządzenie Ministra Rolnictwa i Rozwoju Wsi z 2019 r. uchylające zarządzenie sprawie powołania Rady Dialogu Społecznego w Rolnictwie zniesiono Radę.